# Stop!
«Stop!» es un disco sencillo promocional publicado del grupo inglés de música electrónica Erasure, lanzado en 1988. Es una de las más reconocidas de la banda. En países como Estados Unidos, Canadá, Argentina y a nivel global, es la canción más bailable.

## Descripción
Stop!/Ship of Fools fue editado como sencillo promocional, al margen del promo «Stop!». «Stop!» ya había aparecido en el álbum Crackers International y «Ship of Fools» en el álbum The Innocents.

## Lista de temas
| Stop! 7" (PRO-A-3471) |               |              |          |  |
| N.º                   | Título        | Escritor(es) | Duración |  |
| 1.                    | «Stop!» (12") | Clarke/Bell  | 5:45     |  |
| 2.                    | «Stop!» (7")  | Clarke/Bell  | 2:54     |  |

## Video
El video musical, dirigido por Peter Christopherson, muestra a Andy Bell cantando y a Vince Clarke manejando una consola en un escenario repleto de señales de tránsito.

## Stop!/Ship of Fools
"Stop!/Ship of Fools" es un disco sencillo promocional publicado del grupo inglés de música electrónica Erasure, lanzado en 1988.

## Datos adicionales
Stop! fue editado como sencillo promocional. Este tema ya había aparecido en el álbum Crackers International.

## Lista de temas
| Stop!/Ship of Fools (7-22879) |                              |              |          |  |
| N.º                           | Título                       | Escritor(es) | Duración |  |
| 1.                            | «Stop!» (7")                 | Clarke/Bell  | 2:54     |  |
| 2.                            | «Ship of Fools» (versión LP) | Clarke/Bell  | 4:01     |  |